# Гіресун
Гіресун (тур. Giresun, грец. і понт. Κερασουντα, Керасунда) — місто на півночі Туреччини, адміністративний центр однойменної провінції.

## Походження назви
Засноване греками під назвою Керасунт (дав.-гр. Κερασούς, лат. Cerasus - "Черешневе [місто]") від грец. κερασός - черешня (Prunus avium).
Вважається, що плоди окультуреної черешні саме там уперше зустріли та привезли до Європи римляни у I столітті до н. е. Назва керасунтських плодів лат. cerasi перейшло у різні мови: італ. ciliega, фр. cerise, ісп. cereza, порт. cereja, нім. Kirsche, анг. cherry, тур. kiraz. Цей регіон Південного Причорномор'я і сьогодні традиційно славиться плодами черешні.

## Історія
Місто засноване греками в давнину. У 183 р. до н. е. було зайняте понтійським царем Фарнакесом I і стало частиною Понтійського царства. У ході римсько-мітридатських воєн 73-66 рр. до н. е. було завойоване римлянами і увійшло у склад Римської імперії.
Надалі Гіресун входив до складу Візантійської імперії до 1203 р. н. е. З 1203 у складі грецької Трапезундської імперії. Після взяття Синопа османами, Гіресун стає другим за значенням містом Трапезундської імперії після Трапезунда. Перебуває під турецьким контролем з 1461 року.
У 1874 р. місто сильно постраждало від кривавої міжусобиці двох турецьких беїв. У XIX столітті основним заняттям містян була торгівля ліщиною та судноплавство. На початку XX століття в місті проживало 35 тис. осіб, з них половина греки, решта — турки, вірмени.

## Економіка
Місто відоме найбільшим виробництвом ліщинних горіхів у Туреччині. Завдяки помірному клімату розвивається виробництво шкір, деревини та вишень. Місто має свій Університет — Giresun Üniversitesi.